# Пеня Енкарнада
АК „Пеня Енкарнада д'Андора“ (на каталонски: Associació Club Penya Encarnada d'Andorra) известен още като Пеня Енкарнада, е андорски футболен клуб от столицата Андора ла Веля, играещ в шампионата на Андора. Няма собствен стадион.

## История
„ФК Пеня д'Андора“, известен преди като АК „Пеня Енкарнада д'Андора“, е основан през 2009 г. като културна асоциация за популяризиране на футбола и спорта в областта на Андора ла Веля в защита на името и честта на Дома на португалския „Бенфика“. Отборът прави дебют в Примера дивисио през 2015/16, след като завършва първи през сезон 2014-15 в Секонда дивисио.

## Успехи
- Сегунда Дивисио:
  - 5-то място (2): 2022/23, 2023/24
- Сегунда Дивисио:
  -  Шампион (3): 2014/15, 2019/20, 2021/22
- Купа на Андора:
  - 1/4 финалист (7): 2016, 2018, 2019, 2020, 2021, 2022, 2023